# الکساندر اسپارینسکی
الکساندر اسپارینسکی (روسی: Алекса́ндр Ио́сифович Спари́нский؛ زادهٔ ۲۲ فوریهٔ ۱۹۵۴) موسیقی‌دان اهل اوکراین است.